# Amateur (Rock Me Amadeus)
Amateur (Rock Me Amadeus) es una canción del grupo de rock mexicano Molotov  primer sencillo del disco Con todo respeto del 2004. La canción es una versión del famoso Rock Me Amadeus del cantante pop austríaco Falco, además de samplear esta canción en una parte lo hace también con So Whatcha Want de Beastie Boys. El intro de esta canción corresponde a una parte de la canción de Udo Jürgens Aber bitte mit Sahne. La canción hace alusión a las situaciones de la banda antes de ser famosos, y es una de las últimas canciones más populares de la agrupación, además de aparecer en el álbum en vivo Desde Rusia con amor del 2012.

## Descripción
La canción habla sobre las situaciones que vivió la banda desde sus inicios contada por los propios integrantes de la misma, los mitos, angustias y los peores momentos de una banda amateur o novata en la industria musical, desde el momento del estrellato hasta las malas fortunas y los problemas con la disquera y la censura.
La canción ha sido una de las más populares de la banda y de las más tocadas en los conciertos de la misma, el video musical dirigido por Rogelio Sikander en Argentina a principios del 2004, le dieron a la banda una nominación en los Premios Grammy Latinos 2005, 2 en los MTV Video Music Awards Latinoamérica 2005, en los premios pantalla de cristal 2004 cuatro premios y en los Premio Lo Nuestro 2006 dos nominaciones. La canción también aparece en el álbum en vivo Desde Rusia Con Amor del 2012 así como una versión en vivo de la misma y este tema ha sido comparado con canciones clásicas de Cypress Hill y de Red Hot Chili Peppers entre otros.

## Lista de canciones del sencillo
Sencillo oficial
1. «Amateur» (Rock Me Amadeus) (Álbum Versión) –4:19
2. «Amateur» (Rock Me Amadeus) (Radio Versión With Guertos) –3:18
3. «Amateur» (Rock Me Amadeus) (Radio Versión W/O Guertos) –3:18

## Premios y nominaciones
La canción fue nominada en los Premios Grammy latinos del 2005 como Mejor video musical, en los MTV Video Music Awards Latinoamérica 2005 como video del año, en los Premio Lo Nuestro 2006 como mejor canción del rock y en la pantalla de cristal recibió 4 premios como mejor video, mejor producción, mejor guion entre otros.
- Nominación al Grammy Latino  (2004) al Mejor video musical.
- Nominación al Grammy Latino  (2004) a la Mejor Canción de Rock.
- Nominación al premio MTV Video Music Awards Latinoamérica 2004 al Mejor vídeo del año.
- Nominación al premio MTV Video Music Awards Latinoamérica 2005 al Mejor vídeo del año.
- Premio Festival Pantalla de Cristal 2005 por Mejor Videoclip.
- Premio Festival Pantalla de Cristal 2005 por Mejor Producción (Alfonso Ocejo).
- Premio Festival Pantalla de Cristal 2005 por Mejor Guion (Rogelio Sikander).
- Nominación al premio Festival Pantalla de Cristal 2005 a la Mejor Edición (Gerardo Madrazo).
- Premio Festival Pantalla de Cristal 2005 por Mejor Casting (Peluca).
- Nominación al Premio Lo Nuestro 2006 a la Mejor Canción de Rock.